# Biologický poločas
Biologický poločas (též eliminační poločas) látky je čas, který je třeba k tomu, aby látka (léčivo, radionuklid atd.) ztratila polovinu své farmakologické, fyziologické nebo radiologické aktivity, dle definice MeSH. V lékařském kontextu se jako poločas může označovat také čas, za který koncentrace látky v krevní plazmě klesne na polovinu ustáleného stavu („plazmový poločas“). Vztah mezi biologickým a plazmovým poločasem látky může být složitý, protože hrají roli faktory jako akumulace ve tkáních, aktivní metabolity a receptorové interakce.
Biologický poločas je důležitým farmakokinetickým parametrem a obvykle se označuje zkratkou t½.
Zatímco rozpad radioaktivních izotopů perfektně odpovídá kinetice prvního řádu, kde je časová konstanta pevná, eliminace látky ze živého organismu má mnohem složitější kinetiku. Viz článek rychlostní rovnice.

## Příklady biologických poločasů

### Voda
Biologický poločas vody v lidském těle je asi 7 až 14 dní. Mění se v závislosti na chování člověka. Pití velkého množství alkoholu zkracuje biologický poločas vody. To lze využít k dekontaminaci osob, které byly vnitřně kontaminovány tritiovanou vodou. Pití stejného množství vody by mělo podobný účinek, pro leckoho je však složité pít velké objemy vody. Základem této dekontaminační metody (používané AERE) je zvýšení rychlosti, kterou se voda v těle nahrazuje novou vodou.

### Alkohol
Odstraňování alkoholu (ethanolu) z lidského těla oxidací pomocí alkoholdehydrogenázy v játrech je omezeno. Proto toto odstraňování při velkých koncentracích alkoholu v krvi může mít kinetiku nultého řádu. Omezení rychlosti eliminace pro jednu látku může být také společné s jinými látkami. Například koncentraci ethanolu v krvi lze využít k ovlivnění biochemie methanolu nebo ethylenglykolu. Takto lze oxidaci methanolu na toxický formaldehyd a kyselinu mravenčí předcházet tak, že se osobě, která požila methanol, podává vhodné množství ethanolu. Podobně lze léčit i osoby, které požily ethylenglykol.

### Léčiva
| Látka        | Poločas                                     | Poznámky |
| ------------ | ------------------------------------------- | --- |
| amiodaron    | 25 dní                                      | |
| cisplatina   | 30 až 100 h                                 | |
| chlorambucil | 1,53 h                                      | |
| digoxin      | 24 až 36 h                                  | |
| fluoxetin    | 1 až 6 dnů                                  | Aktivní metabolit fluoxetinu je lipofilní a zvolna migruje z mozku do krve. Tento metabolit má biologický poločas 4 až 16 dnů. |
| metadon      | 15 až 60 h, ve vzácných případech až 190 h. | |
| oxaliplatin  | 14 min                                      | |
| salbutamol   | 1,6 h                                       | |

### Kovy
Biologický poločas cesia je u člověka mezi jedním až čtyřmi měsíci. Lze ho zkrátit podáváním pruské modři. Pruská modř působí v trávicím systému jako tuhý iontoměnič, který pohlcuje ionty cesia a uvolňuje ionty draslíku.
U některých látek je důležité přemýšlet o lidském nebo zvířecím těle jako o složeném z řady částí, kde každá má vlastní afinitu pro danou látku a každý má různý biologický poločas (fyziologicky založené farmakokinetické modelování). Pokusy odstranit látku z celého organismu mohou mít za následek zvýšení zátěže v jedné části organismu. Pokud se například osobě kontaminované olovem podá EDTA v rámci chelační terapie, rychlost odstraňování olova z těla stoupne, olovo však bude mít tendenci přesouvat se do mozku, kde může způsobit největší škodu.
- Polonium má v těle biologický poločas 30 až 50 let.
- Cesium má v těle biologický poločas 1 až 4 měsíce.
- Olovo má v kostech biologický poločas cca 10 let.
- Kadmium má v kostech biologický poločas cca 30 let.
- Plutonium má v kostech biologický poločas cca 100 let, v játrech cca 40 let.